# Compagnie des moyens de surface
La Compagnie des moyens de surface, ou « Surf » est une compagnie maritime française. Elle essentiellement spécialisée dans les bateaux de support et de ravitaillement des plates-formes pétrolières.
Elle a été créée en 1972 par la Compagnie Chambon avec les Messageries maritimes et la COMEX.
Immatriculée 322-130-725, elle a été radiée le 7 avril 1993.